# Juan Sebastián Verón
Juan Sebastián Verón (La Plata, Buenos Aires, 9 de marzo de 1975) es un exfutbolista y dirigente deportivo argentino. Fue presidente durante dos mandatos, luego vicepresidente por un período, y actualmente es, nuevamente, presidente del Club Estudiantes de La Plata , de la Primera División de Argentina.
Tanto por su trayectoria durante once temporadas con Estudiantes, así como su destacado paso por el fútbol europeo, es considerado una de las máximas leyendas del fútbol argentino, siendo nombrado también como uno de los mejores mediocampistas argentinos de su generación y de la historia. En 2004, fue incluido en la lista FIFA 100 de los 125 mejores futbolistas vivos, seleccionada por Pelé como parte de las celebraciones del centenario de la FIFA.
Como hijo de la leyenda de Estudiantes, Juan Ramón La Bruja Verón, Sebastián debutó con El Pincha en 1994. Luego de descender a la B Nacional y regresar a la máxima categoría a la temporada siguiente, La Brujita fue transferido a Boca Juniors en 1996, para luego dar el salto a Europa, primero en Sampdoria, y luego en Parma, donde obtendría sus primeros éxitos en el Viejo Continente; obtuvo la Copa Italia y la Copa UEFA, y además fue elegido como uno de los mejores mediocampistas del fútbol italiano. En 1999 llegaría a Lazio, conquistando la Serie A, la Copa Italia y la Supercopa Italiana. Luego de cortos pasos por Manchester United, Chelsea e Inter, Verón volvería a Estudiantes en 2006, donde ganaría la Primera División para el club después de 23 años, y se terminaría de consagrar con la obtención de la Copa Libertadores 2009. Finalmente anunciaría su retiro en 2012, aunque luego tendría pequeños regresos en 2013 y 2017, para finalmente dedicarse como dirigente deportivo en Estudiantes.
Con la Selección Argentina debutó en 1996, para disputar el Mundial de Francia de 1998. Luego se destacaría como el principal emblema de la selección de Marcelo Bielsa para el Mundial de Corea-Japón 2002, donde Verón tendría una de las actuaciones más controversiales del fútbol argentino. Esto provocaría que su participación en la selección se vuelva más interrumpida, disputando la Copa América 2007 y el Mundial de Sudáfrica 2010 para su posterior retiro del seleccionado.

## Trayectoria

### Inicios: Estudiantes (1993-1995)

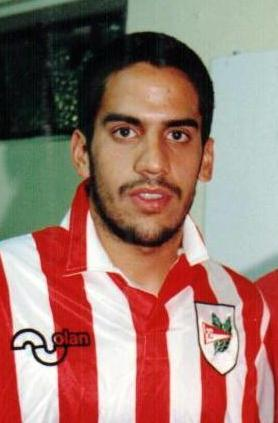
Durante su primera etapa en Estudiantes, en 1995.

Luego de pasar sus primeros cinco años de vida en Colombia, donde jugaba su padre, regresó a Argentina e ingresó a las inferiores del Club Estudiantes de La Plata. Debutó oficialmente en torneos regulares de Primera División, con Estudiantes, en un partido frente a Deportivo Mandiyú, por el Torneo Clausura 1994, en el Estadio Jorge Luis Hirschi, aunque ya contaba con el antecedente profesional de haber disputado un encuentro de la Copa Centenario 1993, ante Rosario Central en la cancha de Gimnasia, el 10 de julio de 1993, partido en el que perdió 1-0. Se desempeñó desde sus inicios como mediocampista central y volante organizador, caracterizándose por su pegada, visión de juego y destacada técnica.
El año de su debut en Primera, Estudiantes descendió de categoría y Verón formó parte del equipo que, en la siguiente temporada, logró el Campeonato Nacional B 1994/95 con récord de puntos.

### Boca Juniors (1996)
De regreso en la máxima categoría, y con unos pocos partidos jugados durante el Torneo Apertura 1995 con Estudiantes, fue transferido a Boca Juniors por una cifra cercana a los 3 millones de dólares, club en el cual jugó 17 partidos y convirtió 4 goles, uno de ellos a Estudiantes en La Bombonera, en 1996.

### Llegada a Europa: Sampdoria y Parma (1996-1999)
Tras su paso por Boca, lo contrató Sampdoria de Italia, donde permaneció hasta 1998, cuando fue incorporado por Parma F.C., formando uno de los mejores equipos de esos años junto a jugadores como Fabio Cannavaro, Lilian Thuram, Hernán Crespo, Enrico Chiesa, Faustino Asprilla y Gianluigi Buffon. En ese club, obtuvo la Copa Italia y la Copa UEFA, en 1999, escribiendo una de las mejores etapas de la historia del equipo parmesano.

### Lazio (1999-2001)
Lazio, con Sven-Göran Eriksson, lo incorporó para disputar la temporada 1999/00 y formó un grupo con varios futbolistas argentinos destacados como Hernán Crespo, Claudio López, Roberto Sensini y Diego Simeone. Con el equipo de la capital, ganó el scudetto de Serie A luego de 24 años, nuevamente la Copa Italia y la Supercopa italiana, ante Inter de Milán, en un recordado partido que finalizó 4-3.

### Manchester United (2001-2003)
En 2001 es comprado por el Manchester United FC de Inglaterra, por cerca de 42,5 millones de euros, la transferencia más alta en la historia del fútbol inglés en aquel momento. En su segundo año en esta institución, logró ganar la Premier League 2002/03, antes de ser incorporado por Chelsea FC.

### Últimos años en Europa: Chelsea e Inter de Milán (2003-2006)

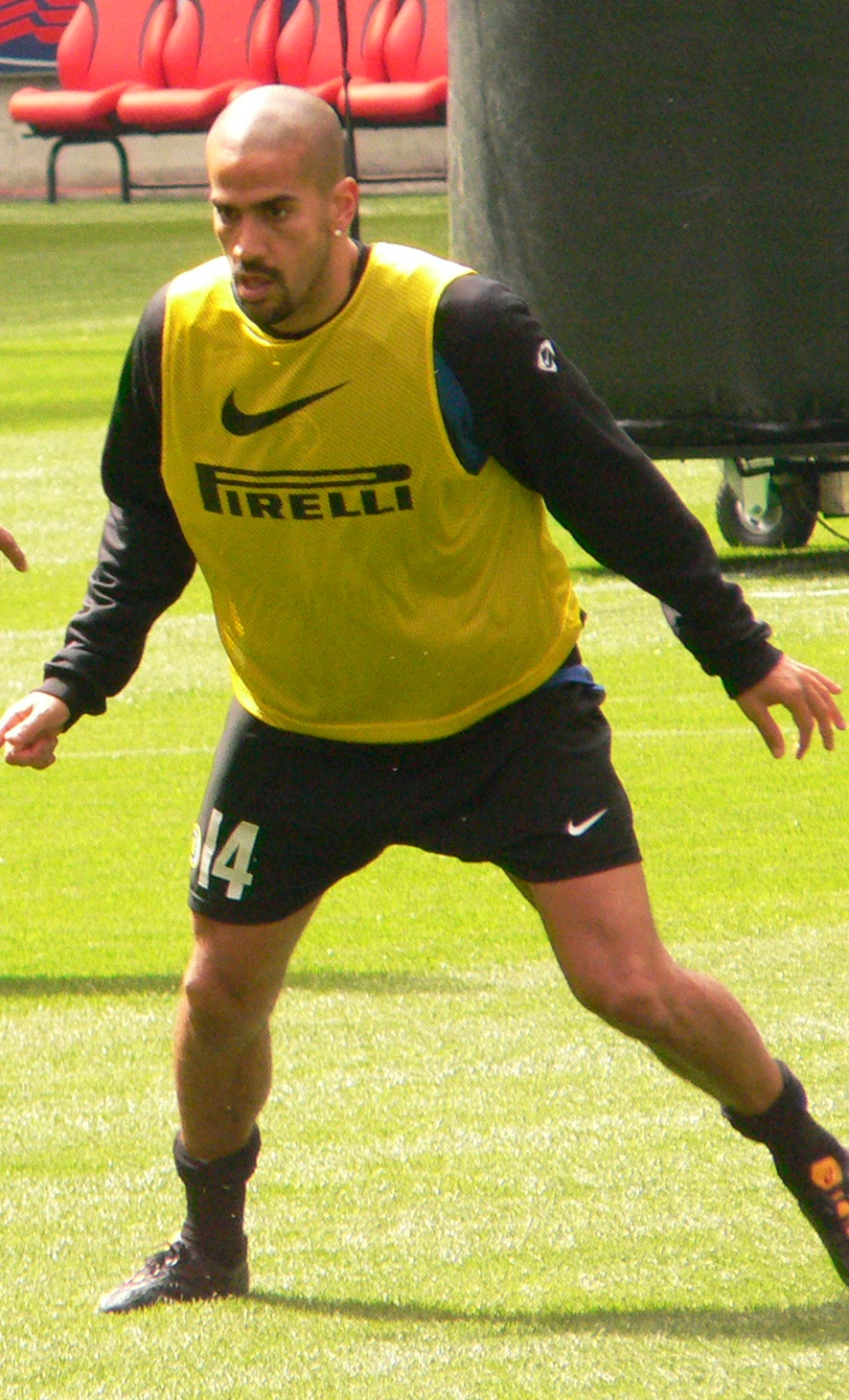
2004-2006: su última etapa en el fútbol europeo, en Inter de Milán.

En el mercado de pases de 2003, fue incorporado a cambio de 22,5 millones de euros, una sensible baja en la cotización del jugador tras sólo dos temporadas en el Manchester United FC.
En 2004 retornó al fútbol italiano, tras ser cedido a préstamo al Inter de Milán, donde jugó hasta finalizar la temporada 2005/06, obteniendo la Copa Italia en dos oportunidades, una Supercopa italiana y un título de liga, designado al Inter tras el denominado escándalo Calciopoli.

### Retorno a Estudiantes de La Plata (2006-2012)

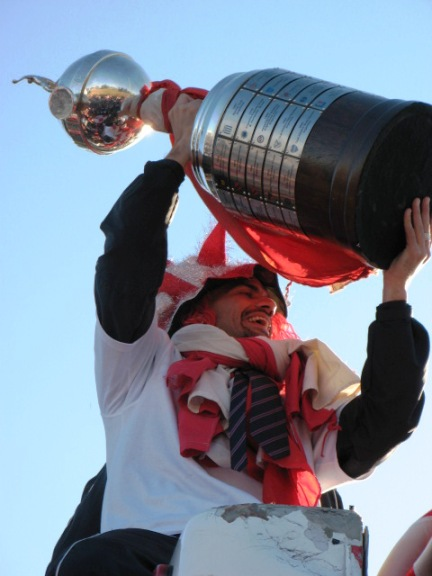
Verón, festejando la obtención de la Copa Libertadores de América de 2009.

Luego de diez temporadas en el fútbol europeo, volvió al club que lo vio nacer, Estudiantes de La Plata. Su primer partido oficial fue ante Quilmes Atlético Club, como visitante, en el comienzo del Torneo Apertura 2006, con triunfo por 1-0. Durante este campeonato, Estudiantes venció a su clásico rival, Gimnasia y Esgrima La Plata, por 7-0, con la particularidad de haber sido el primer clásico platense que jugaba Verón en su carrera, sumó una serie de diez victorias consecutivas y se consagró campeón al derrotar a Boca Juniors en la final de desempate jugada en el Estadio Amalfitani, por 2-1.
A comienzos de 2008, fue sondeado por el equipo D.C. United de los Estados Unidos de América para sumarse al plantel, pero desestimó la importante propuesta económica para continuar en Estudiantes. También hubo sondeos de San Lorenzo de Almagro, River Plate, Boca Juniors y hasta un eventual interés de Inter de Milán.

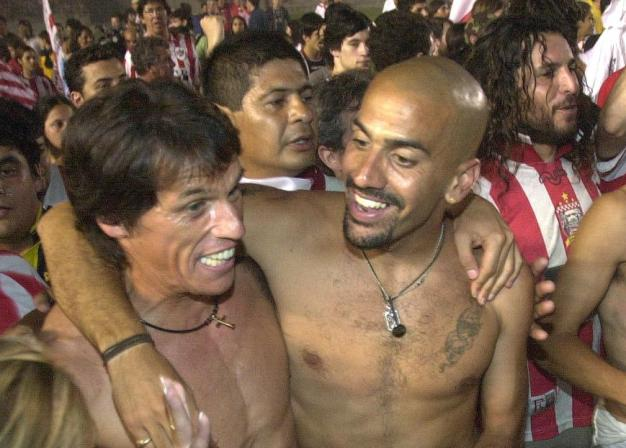
Celebrando, junto a José Luis Calderón, el campeonato obtenido en 2006 con Estudiantes de La Plata.

En su tercer año tras el retorno del futbolista, Estudiantes alcanzó los octavos de final de la Copa Libertadores 2008 y la final de la Copa Sudamericana 2008, cayendo derrotado, en tiempo suplementario por un global de 2-1, frente a Internacional de Brasil. Esa temporada, la tradicional encuesta del diario El País consagró a Verón como Futbolista del año en Sudamérica, tras la destacada campaña a nivel nacional (compartió el segundo puesto del Torneo Clausura 2008) e internacional de su club.
En 2009, alzó la 50.ª edición de la Copa Libertadores, luego que de Estudiantes venciera en la final, como visitante, a Cruzeiro de Belo Horizonte por 2-1, tras igualar el partido de ida (0-0) en el Estadio Ciudad de La Plata. Fue considerado por la Conmebol como el «mejor jugador de la final» y, posteriormente, «mejor jugador de la Copa Libertadores». Luego, Estudiantes perdería la final del Mundial de Clubes 2009 frente al FC Barcelona, instancia que Verón disputó por primera y única vez en su carrera. En el mercado de pases previo, había renovado el contrato que lo unía con Estudiantes, prolongando el vínculo por una nueva temporada, pero reduciendo el importe del mismo en un 45%.
Al año siguiente, con Verón como capitán del equipo, Estudiantes se consagró subcampeón del Torneo Clausura 2010 y campeón del Torneo Apertura de ese mismo año, al finalizar con 45 puntos, superando por dos unidades a Vélez Sarsfield. Así, Estudiantes de La Plata obtuvo el quinto título oficial de su historia en el fútbol argentino. También sumó una nueva participación en la Copa Libertadores, la tercera consecutiva, siendo eliminado en cuartos de final ante Inter de Brasil, y en la Recopa Sudamericana, que perdió frente a Liga Deportiva Universitaria de Quito.

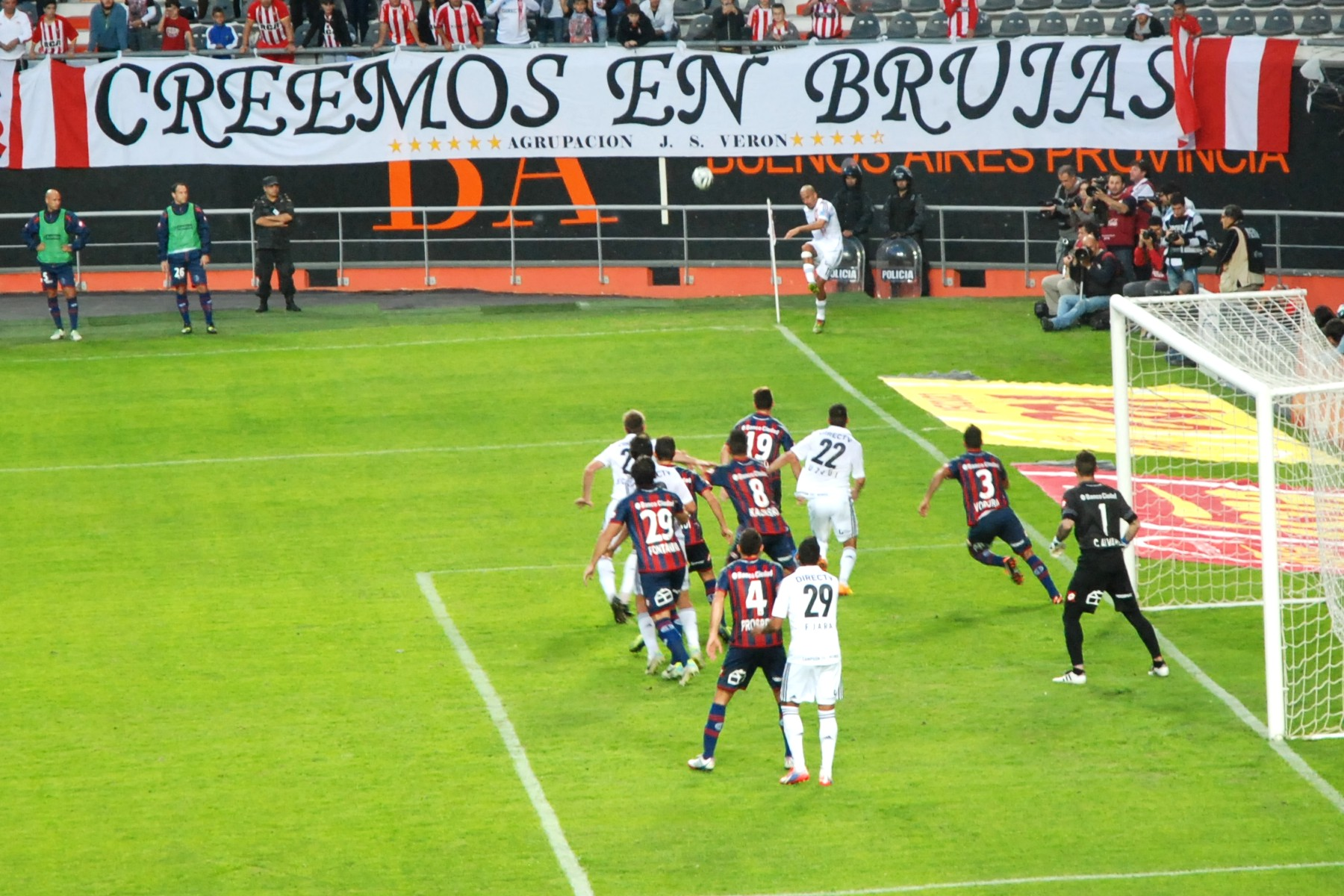
Ejecutando un tiro de esquina, durante su anteúltimo retiro, el 10 de mayo de 2014, frente a San Lorenzo. Detrás, una bandera en alusión a su apodo.

El 14 de octubre de 2011 anunció que se retiraría al finalizar el Torneo Apertura de ese año, aunque luego prorrogó el plazo por seis meses, disputando también el Torneo Clausura 2012 y jugando su último partido ante Unión de Santa Fe, el 24 de junio. El 10 de diciembre de 2012 asumió como director deportivo de Estudiantes de La Plata. No obstante, luego Verón prolongó su etapa futbolística hasta el final del Campeonato de Primera División 2013/14.

### Asociación Coronel Brandsen (2012)
Tras anunciar su retiro de la práctica profesional al finalizar el Torneo Clausura 2012, el 29 de junio de 2012 fue presentado como nuevo jugador de la Asociación Coronel Brandsen, de la Liga Amateur Platense de Fútbol, equipo con el que se consagró campeón el 1 de diciembre de ese año. Disputó 28 partidos y convirtió 3 goles.

### Primer retorno y retiro en Estudiantes (2013-2014)
En julio de 2013, confirmó su regreso al fútbol profesional para disputar la temporada 2013/14 con Estudiantes de La Plata, club en el que se retiró tras un partido con Tigre disputado el 18 de mayo de 2014, por la última fecha del Torneo Final de ese año, certamen en el que su equipo finalizó en la 3.ª posición.

### Estrella de Berisso (2016)
En septiembre de 2016, tuvo un breve paso en el Club Atlético Estrella de Berisso, equipo de la Primera División de la Liga Amateur Platense de Fútbol. Disputó un solo partido oficial y anotó un gol. Fue ante San Lorenzo, del barrio de Villa Castells.

### Segundo regreso a Estudiantes de La Plata (2017)
El 28 de diciembre de 2016, con 41 años de edad y después de estar retirado del fútbol profesional durante dos años y medio, firmó un vínculo por 18 meses con Estudiantes de La Plata, club donde se desempeñó, simultáneamente, como presidente y futbolista de la entidad, en un hecho inédito para la historia de esa institución. Disputó cinco partidos de la fase de grupos de la Copa Libertadores 2017 y logró el récord de convertirse, con 42 años, en el futbolista profesional argentino más longevo en participar de esa competición sudamericana.

## Como dirigente deportivo

### Presidente de Estudiantes de La Plata
El 4 de octubre de 2014, a cinco meses de su retiro como futbolista profesional, se impuso en las elecciones del Club Estudiantes de La Plata y fue nombrado presidente del club. Su agrupación, «ADN Estudiantes», obtuvo el 75% de los votos contra el 25% de la lista 1, encabezada por el candidato del oficialismo y, hasta entonces, presidente en ejercicio: Enrique Lombardi. En 2017, fue reelecto en su cargo por un nuevo período de tres años, hasta 2020.
Su presidencia estuvo marcada por varios hitos para la historia del club, como la inauguración del nuevo estadio de Estudiantes, la incorporación de políticas de género a nivel institucional o la obligatoriedad de continuar los estudios para los jugadores de las divisiones juveniles del club.
En diciembre de 2023, siendo vicepresidente de Martín Gorostegui, el club se coronó campeón de la Copa Argentina luego de 13 años sin conseguir títulos oficiales en la sección fútbol.
El 6 de abril de 2024 fue oficializado por la asamblea de socios, nuevamente, como presidente del Club Estudiantes de La Plata. Sólo un mes después de asumido, el equipo de fútbol masculino obtuvo el título de la Copa de la Liga 2024, certamen que abre la temporada oficial de la AFA.

## Selección nacional

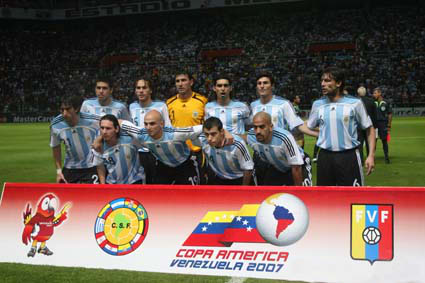
Verón (abajo, primero desde la derecha), con el equipo de la Copa América 2007.

Su primer partido en la selección argentina fue el amistoso jugado el 20 de junio de 1996, ante la Selección de Polonia en el Estadio La Ciudadela de Tucumán, convocado por el entrenador Daniel Passarella para disputar, luego, los partidos de la clasificatoria sudamericana a la Copa del Mundo 1998. Completó, con interrupciones, catorce años como integrante de la selección argentina y jugó los Mundiales de 1998, 2002 y 2010, llegando a la máxima instancia de cuartos de finales.
El 27 de febrero de 2007, luego de obtener el torneo de Primera División del fútbol argentino con Estudiantes de La Plata, el seleccionador Alfio Basile lo convocó para entrenar con la selección argentina tras una ausencia de más de tres años. Volvió a las competencias oficiales en la Copa América 2007, el 28 de junio de 2007, en un partido en el que Argentina venció a Estados Unidos por 4-1.
Con Diego Armando Maradona como entrenador, Verón participó de las Eliminatorias Sudamericanas para Sudáfrica 2010 y, tras ocho años, volvió a la máxima competencia de fútbol de selecciones, formando parte del equipo titular en los partidos contra Nigeria y Grecia. Su última participación fue en el partido por los octavos de final contra México, en el que ingresó en los minutos finales.

### Participaciones en Torneos internacionales
| Torneo                                 | Sede                  | Resultado        | Partidos | Goles | Asistencias |
| -------------------------------------- | --------------------- | ---------------- | -------- | ----- | ----------- |
| Campeonato Sudamericano Sub-17 de 1991 | Paraguay              | Tercer puesto    | 5        | 0     | ?           |
| Copa Mundial Sub-17 de 1991            | Italia                | Tercer puesto    | 5        | 1     | ?           |
| Preolímpico Sudamericano de 1996       | Argentina             | Subcampeón       | 5        | 0     | ?           |
| Copa Mundial de Fútbol de 1998         | Francia               | Cuartos de final | 5        | 0     | 4           |
| Copa Mundial de Fútbol de 2002         | Corea del Sur y Japón | Primera fase     | 3        | 0     | 1           |
| Copa América 2007                      | Venezuela             | Subcampeón       | 5        | 0     | 0           |
| Copa Mundial de Fútbol de 2010         | Sudáfrica             | Cuartos de final | 3        | 0     | 1           |
| Total                                  | Total                 | Total            | 31       | 1     | 6           |

### Participaciones en Eliminatorias
| Eliminatoria           | Resultado              | Partidos | Goles |
| ---------------------- | ---------------------- | -------- | ----- |
| Eliminatoria 1998      | Clasificado            | 9        | 1     |
| Eliminatoria 2002      | Clasificado            | 16       | 5     |
| Eliminatoria 2006      | Clasificado            | 3        | 0     |
| Eliminatoria 2010      | Clasificado            | 7        | 0     |
| Total en Eliminatorias | Total en Eliminatorias | 35       | 6     |

## Estilo de juego
Verón fue un talentoso, completo, y versátil mediocampista, que usualmente jugaba en el rol de creador de juego; era capaz de jugar tanto de enganche como en el centro del campo, o incluso delante de la línea defensiva, como un pivote organizador, debido a su capacidad de leer el juego, recuperar la pelota, dictar el ritmo del partido y orquestar los movimientos de ataque de su equipo desde posiciones más profundas del campo con su excelente calidad de pase, en adición a su habilidad para proveer asistencias y crear oportunidades de gol para sus compañeros. Actuando casi siempre en un rol libre por el centro del campo, también podía adelantarse y anotar goles con su potente pegada.
Un fuerte, atlético, tenaz, y sacrificado jugador, Verón tenía despliegue físico, pegada y excelsa calidad técnica, así como también visión, creatividad, gran rango de pase y potente disparo desde lejos con ambas piernas. También era un excelente ejecutador de pelota parada, conocido por sus potentes tiros libres con comba. Por su fuerte liderazgo y mentalidad, Verón fue capaz de adueñarse y capitanear a varios de los planteles que integró, pero también lo llevó a varios enfrentamientos mediáticos con otros jugadores, como Diego Maradona y Juan Pablo Sorín. Verón nombró a Carlos Bilardo, Marcelo Bielsa, y Sven-Göran Eriksson como los principales entrenadores que más lo influyeron en su carrera.

## Estadísticas

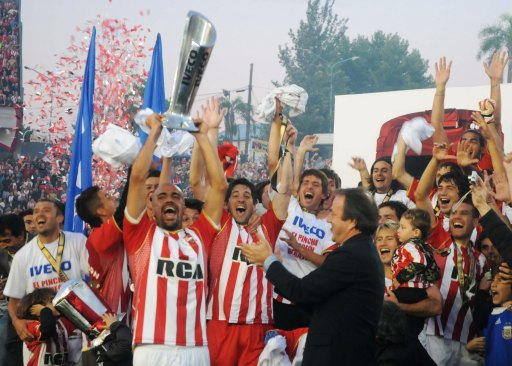
Verón, levantando el trofeo de Campeón del Bicentenario con Estudiantes de La Plata, al obtener el Apertura 2010 del fútbol argentino.

### Como jugador
| Club | Div                 | Temporada           | Liga  | Liga  | Liga   | Copas nacionales(1) | Copas nacionales(1) | Copas nacionales(1) | Torneos internacionales(2) | Torneos internacionales(2) | Torneos internacionales(2) | Otras competiciones(3) | Otras competiciones(3) | Otras competiciones(3) | Total | Total | Total  | Media goleadora(3) |
| Club | Div                 | Temporada           | Part. | Goles | Asist. | Part.               | Goles               | Asist.              | Part.                      | Goles                      | Asist.                     | Part.                  | Goles                  | Asist.                 | Part. | Goles | Asist. | Media goleadora(3) |
| --- | ------------------- | ------------------- | ----- | ----- | ------ | ------------------- | ------------------- | ------------------- | -------------------------- | -------------------------- | -------------------------- | ---------------------- | ---------------------- | ---------------------- | ----- | ----- | ------ | ------------------ |
| Estudiantes de La Plata Argentina |                     |                     |       |       |        |                     |                     |                     |                            |                            |                            |                        |                        |                        |       |       |        |                    |
| 1.ª | 1993-94             | 7                   | 0     | ?     | 1      | 0                   | 0                   | —                   | —                          | —                          | —                          | —                      | —                      | 8                      | 0     | ?     | 0,00   |                    |
| 2.ª | 1994-95             | 38                  | 5     | ?     | —      | —                   | —                   | 4                   | 2                          | ?                          | —                          | —                      | —                      | 42                     | 7     | ?     | 0,17   |                    |
| 1.ª | 1995                | 15                  | 2     | ?     | —      | —                   | —                   | 1                   | 0                          | ?                          | —                          | —                      | —                      | 16                     | 2     | ?     | 0,13   |                    |
| Total 1.ª etapa | Total 1.ª etapa     | 60                  | 7     | ?     | 1      | 0                   | ?                   | 5                   | 2                          | ?                          | 0                          | 0                      | 0                      | 66                     | 9     | ?     | 0,14   |                    |
| Boca Juniors Argentina | 1.ª                 | 1996                | 17    | 4     | 3      | —                   | —                   | —                   | —                          | —                          | —                          | —                      | —                      | —                      | 17    | 4     | 3      | 0,24               |
| UC Sampdoria · Italia |                     |                     |       |       |        |                     |                     |                     |                            |                            |                            |                        |                        |                        |       |       |        |                    |
| 1.ª |                     |                     |       |       |        |                     |                     |                     |                            |                            |                            |                        |                        |                        |       |       |        |                    |
| 1996-97 | 32                  | 5                   | 4     | 2     | 0      | 0                   | —                   | —                   | —                          | —                          | —                          | —                      | 34                     | 5                      | 4     | 0,15  |        |                    |
| 1997-98 | 29                  | 2                   | 5     | 3     | 0      | 0                   | 2                   | 0                   | 0                          | —                          | —                          | —                      | 34                     | 2                      | 5     | 0,06  |        |                    |
| Total club | Total club          | 61                  | 7     | 9     | 5      | 0                   | 0                   | 2                   | 0                          | 0                          | 0                          | 0                      | 0                      | 68                     | 7     | 9     | 0,10   |                    |
| Parma AC · Italia | 1.ª                 | 1998-99             | 26    | 1     | 8      | 6                   | 3                   | 2                   | 10                         | 0                          | 6                          | —                      | —                      | —                      | 42    | 4     | 16     | 0,10               |
| SS Lazio · Italia | 1.ª                 |                     |       |       |        |                     |                     |                     |                            |                            |                            |                        |                        |                        |       |       |        |                    |
| SS Lazio · Italia | 1.ª                 | 1999-00             | 31    | 8     | 11     | 4                   | 0                   | 1                   | 12                         | 2                          | 2                          | —                      | —                      | —                      | 47    | 10    | 14     | 0,21               |
| SS Lazio · Italia | 1.ª                 | 2000-01             | 22    | 3     | 6      | 3                   | 0                   | 1                   | 7                          | 1                          | 3                          | —                      | —                      | —                      | 32    | 4     | 10     | 0,13               |
| SS Lazio · Italia | Total club          | Total club          | 53    | 11    | 17     | 7                   | 0                   | 2                   | 19                         | 3                          | 5                          | 0                      | 0                      | 0                      | 79    | 14    | 24     | 0,18               |
| Manchester United Inglaterra | 1.ª                 |                     |       |       |        |                     |                     |                     |                            |                            |                            |                        |                        |                        |       |       |        |                    |
| Manchester United Inglaterra | 1.ª                 | 2001-02             | 26    | 5     | 1      | 1                   | 0                   | 0                   | 13                         | 0                          | 6                          | —                      | —                      | —                      | 40    | 5     | 7      | 0,13               |
| Manchester United Inglaterra | 1.ª                 | 2002-03             | 25    | 2     | 3      | 6                   | 0                   | 1                   | 11                         | 4                          | 5                          | —                      | —                      | —                      | 42    | 6     | 9      | 0,14               |
| Manchester United Inglaterra | Total club          | Total club          | 51    | 7     | 4      | 7                   | 0                   | 1                   | 24                         | 4                          | 11                         | 0                      | 0                      | 0                      | 82    | 11    | 16     | 0,13               |
| Chelsea FC Inglaterra | 1.ª                 | 2003-04             | 7     | 1     | 1      | 1                   | 0                   | 0                   | 6                          | 0                          | 1                          | —                      | —                      | —                      | 14    | 1     | 2      | 0,07               |
| Inter de Milán · Italia | 1.ª                 |                     |       |       |        |                     |                     |                     |                            |                            |                            |                        |                        |                        |       |       |        |                    |
| Inter de Milán · Italia | 1.ª                 | 2004-05             | 24    | 3     | 2      | 5                   | 0                   | 1                   | 10                         | 0                          | 3                          | —                      | —                      | —                      | 39    | 3     | 6      | 0,08               |
| Inter de Milán · Italia | 1.ª                 | 2005-06             | 25    | 0     | 6      | 1                   | 1                   | 0                   | 9                          | 0                          | 1                          | —                      | —                      | —                      | 35    | 1     | 7      | 0,03               |
| Inter de Milán · Italia | Total club          | Total club          | 49    | 3     | 8      | 6                   | 1                   | 1                   | 19                         | 0                          | 4                          | 0                      | 0                      | 0                      | 74    | 4     | 13     | 0,05               |
| Estudiantes de La Plata Argentina |                     |                     |       |       |        |                     |                     |                     |                            |                            |                            |                        |                        |                        |       |       |        |                    |
| 1.ª | 2006-07             | 29                  | 2     | 6     | —      | —                   | —                   | —                   | —                          | —                          | 1                          | 0                      | 0                      | 30                     | 2     | 6     | 0,06   |                    |
| 1.ª | 2007-08             | 18                  | 7     | 1     | —      | —                   | —                   | 8                   | 2                          | 1                          | —                          | —                      | —                      | 26                     | 9     | 2     | 0,35   |                    |
| 1.ª | 2008-09             | 18                  | 3     | 4     | —      | —                   | —                   | 24                  | 2                          | 7                          | —                          | —                      | —                      | 42                     | 5     | 11    | 0,12   |                    |
| 1.ª | 2009-10             | 27                  | 4     | 7     | —      | —                   | —                   | 11                  | 1                          | 3                          | —                          | —                      | —                      | 38                     | 5     | 10    | 0,13   |                    |
| 1.ª | 2010-11             | 24                  | 2     | 2     | —      | —                   | —                   | 8                   | 0                          | 1                          | —                          | —                      | —                      | 32                     | 2     | 3     | 0,06   |                    |
| 1.ª | 2011-12             | 20                  | 2     | 4     | —      | —                   | —                   | 1                   | 0                          | 1                          | —                          | —                      | —                      | 21                     | 2     | 5     | 0,10   |                    |
| Total 2.ª etapa | Total 2.ª etapa     | 136                 | 20    | 24    | 0      | 0                   | 0                   | 52                  | 5                          | 13                         | 1                          | 0                      | 0                      | 189                    | 25    | 37    | 0,13   |                    |
| Entre 2012 y 2013 jugó en la Liga Amateur Platense. |                     |                     |       |       |        |                     |                     |                     |                            |                            |                            |                        |                        |                        |       |       |        |                    |
| Estudiantes de La Plata Argentina | 1.ª                 | 2013-14             | 22    | 0     | 2      | —                   | —                   | —                   | —                          | —                          | —                          | —                      | —                      | —                      | 22    | 0     | 2      | 0,00               |
| Entre 2014 y 2015 estuvo retirado de la practica del fútbol. En 2016 jugó en la Liga Amateur Platense. |                     |                     |       |       |        |                     |                     |                     |                            |                            |                            |                        |                        |                        |       |       |        |                    |
| Estudiantes de La Plata Argentina | 1.ª                 | 2017                | —     | —     | —      | —                   | —                   | —                   | 5                          | 0                          | 1                          | —                      | —                      | —                      | 5     | 0     | 1      | 0,00               |
| Estudiantes de La Plata Argentina | Total club          | Total club          | 218   | 27    | +26    | 1                   | 0                   | 0                   | 62                         | 7                          | +14                        | 1                      | 0                      | 0                      | 282   | 34    | +40    | 0,12               |
| Total en su carrera | Total en su carrera | Total en su carrera | 479   | 60    | +76    | 33                  | 4                   | 6                   | 142                        | 14                         | +41                        | 1                      | 0                      | 0                      | 658   | 79    | +123   | 0,12               |
| (1) Las copas nacionales se refiere a la Copa del Rey, Copa Italia, Supercopa de Italia. (2) Las copas internacionales se refiere a la Champions League, UEFA Europa League, Supercopa de Europa, Mundial de Clubes, Copa Libertadores y Copa Sudamericana. (3) Media de goles por encuentro. No incluye goles en partidos amistosos. |                     |                     |       |       |        |                     |                     |                     |                            |                            |                            |                        |                        |                        |       |       |        |                    |

### Selecciones
| Selección | Año           | Amistosos | Amistosos | Amistosos | Sudamérica(1) | Sudamérica(1) | Sudamérica(1) | Mundial(2) | Mundial(2) | Mundial(2) | Total | Total | Total  | Media goleadora |
| Selección | Año           | Part.     | Goles     | Asist.    | Part.         | Goles         | Asist.        | Part.      | Goles      | Asist.     | Part. | Goles | Asist. | Media goleadora |
| --- | ------------- | --------- | --------- | --------- | ------------- | ------------- | ------------- | ---------- | ---------- | ---------- | ----- | ----- | ------ | --------------- |
| Sub-17 Argentina | 1991          | —         | —         | —         | 5             | 0             | ?             | 5          | 1          | ?          | 10    | 1     | ?      | 0.1             |
| Sub-23 Argentina | 1996          | —         | —         | —         | 5             | 0             | ?             | —          | —          | —          | 5     | 0     | ?      | 0,00            |
| Adulta Argentina |               |           |           |           |               |               |               |            |            |            |       |       |        |                 |
| 1996 | 1             | 0         | 0         | 1         | 0             | 0             | —             | —          | —          | 2          | 0     | 0     | 0,00   |                 |
| 1997 | —             | —         | —         | 8         | 1             | 1             | —             | —          | —          | 8          | 1     | 1     | 0.13   |                 |
| 1998 | 8             | 0         | 1         | —         | —             | —             | 5             | 0          | 3          | 13         | 0     | 4     | 0,00   |                 |
| 1999 | 4             | 1         | 2         | —         | —             | —             | —             | —          | —          | 4          | 1     | 2     | 0.25   |                 |
| 2000 | 1             | 0         | 0         | 9         | 3             | 2             | —             | —          | —          | 10         | 3     | 2     | 0.3    |                 |
| 2001 | 1             | 0         | 0         | 7         | 2             | 4             | —             | —          | —          | 8          | 2     | 4     | 0.25   |                 |
| 2002 | 3             | 1         | 1         | —         | —             | —             | 3             | 0          | 1          | 6          | 1     | 2     | 0.17   |                 |
| 2003 | 2             | 1         | 0         | 3         | 0             | 0             | —             | —          | —          | 5          | 1     | 0     | 0.2    |                 |
| 2004 | —             | —         | —         | —         | —             | —             | —             | —          | —          | 0          | 0     | 0     | 0,00   |                 |
| 2005 | —             | —         | —         | —         | —             | —             | —             | —          | —          | 0          | 0     | 0     | 0,00   |                 |
| 2006 | —             | —         | —         | —         | —             | —             | —             | —          | —          | 0          | 0     | 0     | 0,00   |                 |
| 2007 | —             | —         | —         | 5         | 0             | 0             | —             | —          | —          | 5          | 0     | 0     | 0,00   |                 |
| 2008 | —             | —         | —         | 1         | 0             | 0             | —             | —          | —          | 1          | 0     | 0     | 0,00   |                 |
| 2009 | —             | —         | —         | 6         | 0             | 2             | —             | —          | —          | 6          | 0     | 2     | 0,00   |                 |
| 2010 | 2             | 0         | 0         | —         | —             | —             | 3             | 0          | 1          | 5          | 0     | 1     | 0,00   |                 |
| Total | 22            | 3         | 4         | 40        | 6             | 9             | 11            | 0          | 5          | 73         | 9     | 18    | 0.12   |                 |
| Total carrera | Total carrera | 22        | 3         | 4         | 50            | 6             | 9             | 16         | 1          | 5          | 88    | 10    | 18     | 0.11            |
| (1) Incluye los partidos de la Copa América (1995-99) y Clasificatorias Sudamericanas (1996-01). En caso de la Selección olímpica, incluye datos de los Juegos Panamericanos (1995) y Preolímpico Sudamericano (1996). (2) Incluye los partidos de Copa Mundial de Fútbol (1994-02) y Copa FIFA Confederaciones (1995). En caso de la selección olímpica, incluye datos de los Juegos Olímpicos (1996). |               |           |           |           |               |               |               |            |            |            |       |       |        |                 |

### Resumen estadístico
| Competición           | Partidos | Goles | Promedio |
| --------------------- | -------- | ----- | -------- |
| Liga                  | 516      | 60    | 0.43     |
| Copas nacionales      | 40       | 14    | 0.35     |
| Copas internacionales | 60       | 17    | 0.28     |
| Selección argentina   | 25       | 10    | 0.16     |
| TOTAL                 | 641      | 101   | 0.3      |

## Palmarés

### Campeonatos regionales
| Torneo          | Club             | Sede       | Año  |
| --------------- | ---------------- | ---------- | ---- |
| Torneo Clausura | Coronel Brandsen | Los Hornos | 2012 |

### Campeonatos nacionales
| Título                | Club                    | Sede         | Año     |
| --------------------- | ----------------------- | ------------ | ------- |
| Campeonato Nacional B | Estudiantes de La Plata | La Plata     | 1994/95 |
| Copa Italia           | Parma AC                | Florencia    | 1998/99 |
| Serie A               | SS Lazio                | Roma         | 1999/00 |
| Copa Italia           | SS Lazio                | Milán        | 1999/00 |
| Supercopa de Italia   | SS Lazio                | Roma         | 2000    |
| Premier League        | Manchester United       | Mánchester   | 2002/03 |
| Copa Italia           | Inter de Milán          | Milán        | 2004/05 |
| Supercopa de Italia   | Inter de Milán          | Turín        | 2005    |
| Copa Italia           | Inter de Milán          | Milán        | 2005/06 |
| Serie A               | Inter de Milán          | Roma         | 2005/06 |
| Primera División      | Estudiantes de La Plata | Buenos Aires | A-2006  |
| Primera División      | Estudiantes de La Plata | Quilmes      | A-2010  |

### Campeonatos internacionales
| Título              | Club                    | Sede           | Año     |
| ------------------- | ----------------------- | -------------- | ------- |
| Copa de la UEFA     | Parma AC                | Moscú          | 1998/99 |
| Supercopa de Europa | SS Lazio                | Mónaco         | 1999    |
| Copa Libertadores   | Estudiantes de La Plata | Belo Horizonte | 2009    |

### Distinciones individuales
| Distinción                                                                         | Año  |
| ---------------------------------------------------------------------------------- | ---- |
| Nominado al Balón de Oro                                                           | 1998 |
| Nominado al Balón de Oro                                                           | 1999 |
| Nominado al Balón de Oro                                                           | 2000 |
| Nominado al Balón de Oro                                                           | 2001 |
| Premio Konex - Diploma al Mérito Futbolista en el Exterior de la década 1990-1999. | 2000 |
| Equipo del Año de la European Sports Media                                         | 2000 |
| Elegido FIFA 100                                                                   | 2004 |
| Parte del Equipo Ideal de América                                                  | 2006 |
| Olimpia de Plata al Futbolista Argentino del Año                                   | 2006 |
| Parte del Equipo Ideal de América                                                  | 2008 |
| Futbolista del año en Sudamérica                                                   | 2008 |
| Mejor jugador de la final de la Copa Libertadores                                  | 2009 |
| Jugador más valioso de la Copa Libertadores                                        | 2009 |
| Balón de Plata Copa Mundial de Clubes de la FIFA                                   | 2009 |
| Futbolista del año en Sudamérica                                                   | 2009 |
| Parte del Equipo Ideal de América                                                  | 2009 |
| Olimpia de Plata al Futbolista Argentino del Año                                   | 2009 |
| Premio Alumni de Oro                                                               | 2009 |
| Parte del Equipo Ideal de América                                                  | 2010 |
| Premio Konex - Diploma al Mérito Futbolista de la década 2000-2009.                | 2010 |
| Ciudadano Ilustre de la Ciudad de La Plata                                         | 2010 |
| Golden Foot Legend Award                                                           | 2022 |

### Campeonatos nacionales
| Título              | Club             | Sede                | Año  | Cargo          |
| ------------------- | ---------------- | ------------------- | ---- | -------------- |
| Copa Argentina      | Estudiantes (LP) | Lanús               | 2023 | Vicepresidente |
| Copa de la Liga     | Estudiantes (LP) | Santiago del Estero | 2024 | Presidente     |
| Trofeo de Campeones | Estudiantes (LP) | Santiago del Estero | 2024 | Presidente     |

Otros logros
- Durante su gestión se construyó y finalizó el Estadio UNO Jorge Luis Hirschi, con gran mérito al atravesarse una coyuntura compleja a nivel nacional (2014-2019) y al no ser Estudiantes un club con grandes ventajas económicas.

## Filmografía
- Reportaje Canal+ (12/05/2014), «Fiebre Maldini: 'Juan Sebastián Verón (I)'» en Plus.es
- Reportaje Movistar+ (21/03/2016), «Fiebre Maldini: 'Juan Sebastián Verón (II)'» (enlace roto disponible en Internet Archive; véase el historial, la primera versión y la última). en Plus.es